# 7. bersaljerski polk (Italija)
7. bersaljerski polk (izvirno italijansko 7º Reggimento di Bersaglieri) je bersaljerski polk (Kraljeve) Italijanske kopenske vojske.

## Zgodovina
Med prvo svetovno vojno je bil polk aktiven na soški fronti in med drugo svetovno vojno v Severni Afriki.